# Programmations du Graspop Metal Meeting des années 1990
Cet article présente les programmations du Graspop Metal Meeting des années 1990.

## 1996
| Dimanche 30 juin                                                                               |                                                                     |
| Mainstage                                                                                      | Marquee                                                             |
| Iron Maiden Slayer Life of Agony Channel Zero Sick of It All Fear Factory Tiamat Skin Gorefest | Type O Negative Morbid Angel Downset. Shelter Drain Manhole Revoker |

## 1997
| Dimanche 29 juin                                                                 |                                                             |                                                       |
| Mainstage                                                                        | Marquee                                                     | Skate Stage                                           |
| Megadeth Alice Cooper Biohazard Saxon Obituary Grip Inc. Samael Entombed Pist.On | Tiamat Moonspell Cradle of Filth The Gathering Dimmu Borgir | Madball Lagwagon Ryker's Millencolin Deviate Handsome |

## 1998
| Dimanche 28 juin                                                                                |                                                                  |                                              |
| Mainstage                                                                                       | Marquee I                                                        | Marquee II                                   |
| Black Sabbath Dream Theater Deftones Soulfly Iced Earth Coal Chamber Obituary Spiritual Beggars | Paradise Lost Moonspell Dimmu Borgir In Flames Within Temptation | Primus Madball Pro-Pain The Misfits Congress |

## 1999
| Dimanche 27 juin                                                                           |                                                                             |                                                 |
| Mainstage                                                                                  | Marquee I                                                                   | Marquee II                                      |
| Manowar Sepultura Motörhead S.O.D. The Gathering Kreator Primal Fear Darkane Ancient Rites | Cradle of Filth Mercyful Fate Immortal Anathema Children of Bodom Hypocrisy | Danzig Slapshot Ryker's Pitchshifter Ignite Out |